# Хон Де Йон
Хон Де Йон (кор. 홍대용; 12 травня 1731, Чосон, Південний Чхунчхон — 17 листопада 1783, Хансон, Чосон, «Розслаблений будинок»; прізвисько — Токпо, псевдонім — Тамхон) — філософ, астроном та математик пізнього царства Чосон. Один із перших лідерів школи думки «Прибуткового використання та користі для людей» (кор. 이용후생파). Сприяв індустріалізації та розвитку торгівлі своєї країни, впроваджуючи в Кореї західні технології. Був другом Пака Чивона, який також був одним із керівників школи «Прибуткового використання». Піонер корейської астрономії, «корейський Коперник».

## Ранні роки
Народився 1731 року в Чхонані (провінція Південний Чхунчхон), у знатній дворянській родині, що складала ядро впливового політичного угрупування Норон. У ранні роки Хон здобув освіту в Кіма Вен-та. У цей час в основі його наукового світогляду лежало традиційне неоконфуціанство. 1765 року пішов слідом свого дядька Хон Ока (хангиль 홍억), який був у місіях Чосон в імперському Китаї. У Китаї став свідком блискучого розвитку династії Цін і зазнав культурного шоку. Після повернення в Чосон наполягав на зміцненні національного процвітання.

## Астрономія
Цікавився астрономією та математикою. Самостійно зробив висновок про обертання Землі навколо своєї осі і навколо Сонця, що перекинуло панівні конфуціанські уявлення про будову Всесвіту. Традиційні конфуціанці вважають, що небо кулясте, а Земля квадратна, тому вони не могли зрозуміти ідею Хона. Також він твердо виключив антропоцентризм і вважав, що всі речі у природі рівні.
Після того, як Хон кілька разів провалив імперський іспит (своєрідний іспит для вищої державної служби), він відмовився від іспиту і занурився в астрономічні дослідження. Написав Катехизис гори Ві (хангиль 의산문답), у який розкрив поняття обертання Землі, рівності біологічних видів та нескінченності космічного простору. Написав працю «Інтерпретація та використання математики» (хангиль 주해수용), а також Дорожнє есе про Яньцзін у 1765 і 1766 роках (хангиль 义病連行録), записки про свої подорожі до Китаю.
Під враженням годинника з боєм, який виготовив На Ген Чжок, разом зі своїм учителем виготовив ще один годинник; потім самостійно — пристрій для астрономічних спостережень «хончхоний». На відміну від прототипу приладу, що рухався від водяного колеса, пристрій Хон Де Йона з'єднувався з годинниковим механізмом, і так досягалася вища точність розрахунку траєкторії руху та розташування небесних тіл.

## Спадковий принц
1774 року Хона рекомендовано наставником для спадкового принца, який згодом став королем Чонджо. Обговорював зі спадковим принцом безліч тем. Хоча принц був задоволений дослідженнями та ерудицією Хона, той відзначав їхню відмінність у поглядах з кількох тем і консерватизм принца. Принц зажадав, щоб Хон пішов на державну службу, але Хон відмовився. Він написав Записки наставника спадкового принца (хангиль 계방일기), які розкривають теми їхніх суперечок.
Після того, як після смерті короля Йонджо спадковий принц посів престол, Хона призначено губернатором округу. Там він спробував перевірити свої прогресивні ідеї у місцевому суспільстві. Однак 1782 року стан здоров'я його матері погіршився, тому Хон відмовився від служби та повернувся до Сеула. 1783 року мати одужала, але в Хона трапився раптовий інсульт, і 23 жовтня 1783 року за місячним календарем (17 листопада 1783 за сонячним календарем) він помер.

## Праці
Праці Хона, серед яких «Катехизис гори Ві», «Інтерпретація та використання математики», «Записки наставника спадкового принца», поміщено в збірник «Книги розслабленого дому» (хангиль 담헌서). Його практичні конфуціанські ідеї продовжили Пак Чивон та учні Пака Чивона, тоді як наукові ідеї не розвивав далі ніхто.